# Méliphage marbré
Pycnopygius cinereus
Espèce
Statut de conservation UICN

 LC  : Préoccupation mineure
Le Méliphage marbré (Pycnopygius cinereus) est une espèce de passereaux de la famille des Meliphagidae.

## Répartition
Cet oiseau vit en Nouvelle-Guinée.

## Habitat
Il habite les forêts humides tropicales et subtropicales.

## Sous-espèces
D'après Alan P. Peterson, 3 sous-espèces ont été décrites :
- Pycnopygius cinereus cinereus (Sclater,PL) 1874 ;
- Pycnopygius cinereus dorsalis Stresemann & Paludan 1934 ;
- Pycnopygius cinereus marmoratus (Sharpe) 1882.